# Alticola montosa
Alticola montosa — полёвка из рода Alticola, обитающего в Азии.

## Описание
Длина тела этого вида от 10,2 до 12,6 см, а длина хвоста от 4,1 до 6,5 см. Информация о весе отсутствует. Цвет длинного и густого меха на спине тёмно-коричневый, снизу брюшко покрыто серым мехом. Явные отличия от других представителей этого рода заключаются в основном в строении коронок задних коренных зубов.
Типовой экземпляр Alticola montosa  № 20145 (35508) череп и шкурка полувзрослого самца. Центральный Кашмир, высота 11000 футов [3828 м над уровнем моря], 4 октября 1891 года, коллектор У. Л. Абботт.

## Распространение и образ жизни
Ареал вида находится в политически спорном регионе Кашмир. Небольшая западная популяция также зарегистрирована в приграничной зоне Пакистана у границы с Афганистаном. Эта полёвка обитает в горах на высоте от 2600 до 4300 метров над уровнем моря. Места обитания — горные леса с каменистыми осыпями, скалами и камнями, обеспечивающими защиту.
Рацион состоит в основном из листьев и стеблей трав, особенно из родов Artemisia, гречишки и тимьянов.

## Статус, опасности и охрана
Популяции этого вида, возможно, частично угрожают боевые действия в регионе. Кроме того, негативно сказывается вырубка лесов. Этот вид занесен в список МСОП как уязвимый вид, находящийся под угрозой исчезновения.